# Ampudia (hrad)
Hrad Ampudia je středověká tvrz z 15. století, která se nachází v španělském městečku Ampudia v provincii Palencia.

## Dějiny
Byl postaven v letech 1461 až 1488 pro Garciu Lopeze de Ayala, pána z Ayala a Salvatierra a syna Pedra Garcíi de Herrera, prvního hraběte z Ampudia. Jeho nástupce, Pedro z Ayala a Rojas, hrabě z Salvatierra, se postavil proti své matce, Maríe Sarmiento, kvůli držení hradu, a vyhrál. V roce 1521 se hrabě zapletl do comunerského povstání, což vedlo k bitvě u Ampudie mezi stoupenci císaře Karla I. Španělského a vojáky biskupa Antonia de Acuña. V roce 1522, po porážce povstání, císař zkonfiskoval hrad, ale brzy se vrátil rodině výměnou za 20.000 dukátů. V roce 1528 byly, po bitvě u Pavie, na hradě drženy děti francouzského krále Františka I. jako rukojmí.
V roce 1597 převzal vlastnictví panství Francisco Gómez de Sandoval y Rojas, vévoda z Lermy a oblíbenec krále Filipa III., který několikrát zavítal do města a hrad se stal dočasným sídlem španělského dvora. Od té doby hrad chátral. Roku 1931 byl prohlášen španělskou kulturní památkou. V roce 1960 podnikatel Eugenio Fontaneda Pérez, rodák z Aguilar de Campo, získal objekt od posledního majitele, hraběnky de la Granja, a vybudoval zde muzeum pro své sbírky uměleckých předmětů a starožitností z údolí řeky Douro.

## Popis
Budova má lichoběžníkový půdorys s třemi čtvercovými věžemi v rozích, příkop a zachovalý padací most. Je obklopen barbakánovou zdí s válcovými věžemi. Nad předními dveřmi visí štít vévody z Lermy. Nádvoří je třípatrové s arkádami.

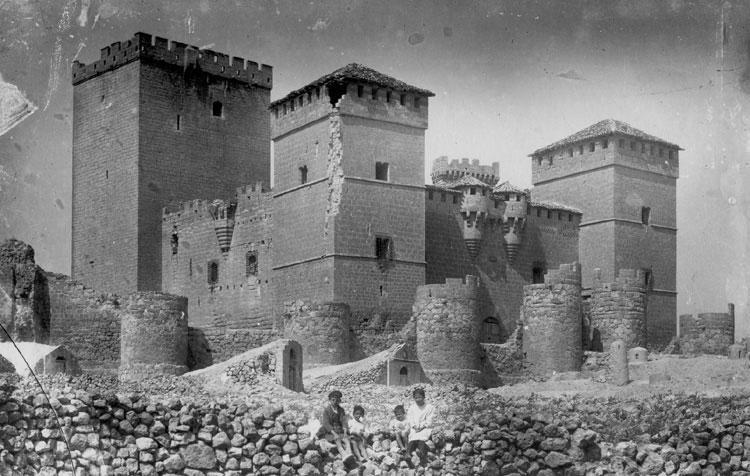
Hrad před rekonstrukcí
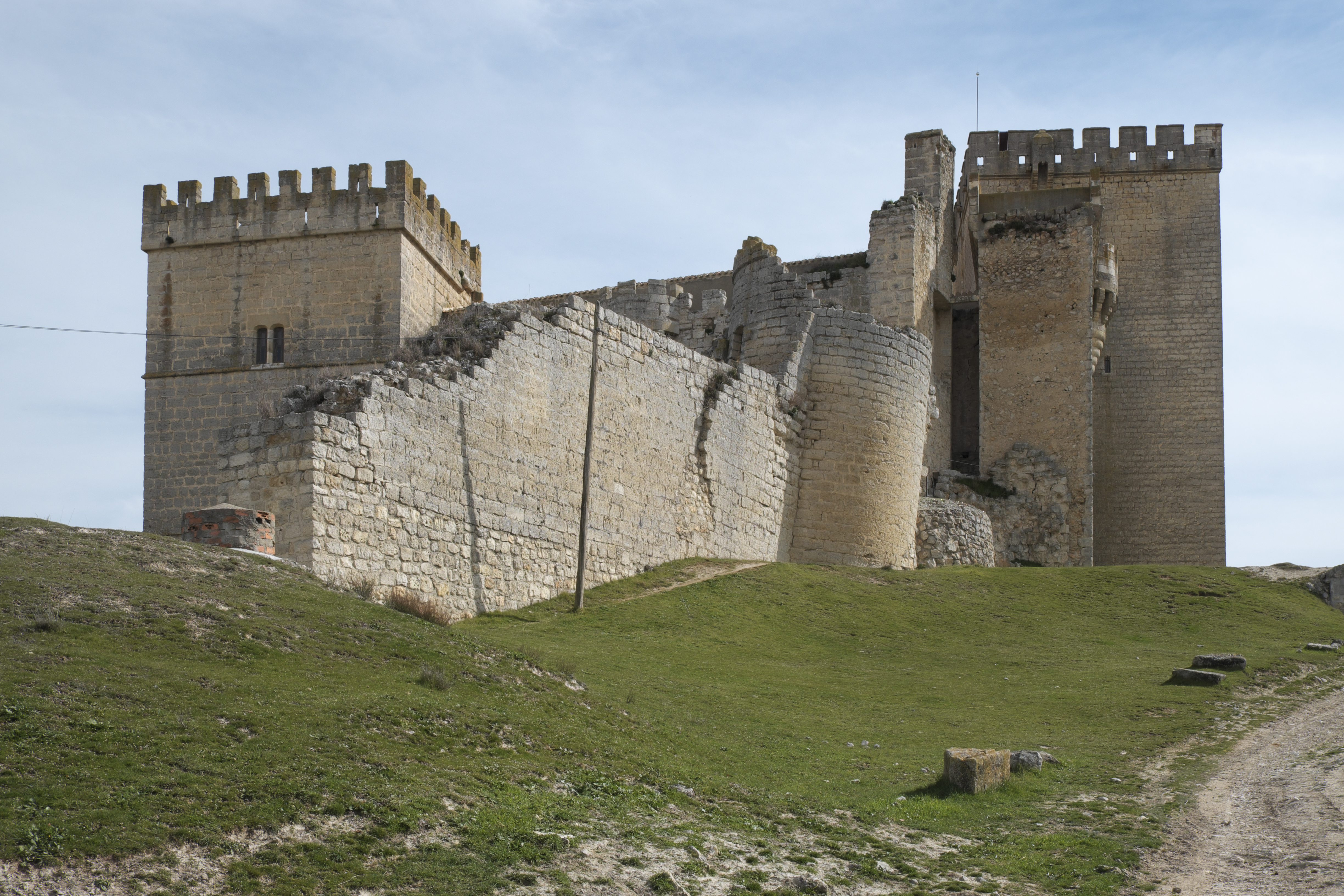
Zbytky čtvrté věže